# Adjudant-général
Un adjudant-général est un officier supérieur de l'administration des armées.

## États-Unis

Blason du corps de l'adjudant-général de l'US Army (adjutant general Corps).

Aux États-Unis, ce terme peut désigner l'un des trois fonctions suivantes :
- la fonction de chef de l'administration de l'Armée de terre des États-Unis avec rang de lieutenant-général, qui est subordonné au chef d'état-major de l'armée de terre des États-Unis. Il est le chef de l'adjutant general's Corps (Corps de l'adjudant-général) et est responsable des procédures d'affectation et de recrutement du personnel de l'administration et de la conservation des dossiers de l'ensemble du personnel de l'armée ;
- la fonction de chef de l'administration d'une unité militaire majeure, comme une division, un corps, ou une armée. Cet officier est en général subordonné au chef d'unité ;
- la fonction de doyen des officiers et de facto le commandant des forces militaires d'un état, dont la Garde nationale, la milice navale et toutes Forces de défense de l'État. Il est l'adjudant-général de l'État et est subordonné au chef de l'exécutif. Dans 48 états, Puerto Rico, Guam, et les Îles Vierges américaines, l'Adjudant-général est nommé par le gouverneur. Les exceptions sont le Vermont, où l'adjudant-général est nommé par le législatif, la Caroline du Sud, où il est élu et le District de Columbia, où il est nommé par le président des États-Unis.

## France
L’adjudant-général était en France pendant les guerres révolutionnaires un officier de grade supérieur à celui de colonel qui exerçait des fonctions administratives ou d'état-major dans les divisions de l'armée. Ces officiers portaient une étoile comme insigne. En 1800, le grade fut renommé « adjudant-commandant », car probablement la plupart des adjudants-généraux avaient tendance à se faire appeler « généraux » tout court ; cet autre grade ne survécut pas au Premier Empire.

## Royaume-Uni
Au Royaume-Uni, l'adjudant-général des Forces (adjudant-general to the Forces) est le chef de l'infrastructure administrative de la British Army et est le second officier général après le commandant en chef de l'Armée. Par le passé, il avait le grade de général mais de nos jours, il est habituellement lieutenant-général.
Les chefs de l'administration dans d'autres unités militaires portent les titres de deputy adjutant-general, assistant adjutant-general ou deputy assistant adjutant-deneral, selon la taille de l'unité.
L'adjutant general's corps a pour rôles la gestion du personnel, la gestion financière, l'administration générale, la formation militaire, les services juridiques et la police militaire, ainsi que le service pénitentiaire.

## Russie impériale
Dans la Russie impériale, le général-adjudant (en russe: Генерал-адьютант) était un dignitaire de la Cour, habituellement un général de l'armée. Il était un assistant personnel du tsar et donc membre de la Svita.

## Compagnie de Jésus
Chez les Jésuites, l'adjudant-général est un administrateur de l'ordre : chaque adjudant-général a la responsabilité d'une province (un groupe de pays). Les adjudants-généraux résident à Rome avec le général (en latin: Praepositus Generalis) de l'ordre.